# Rustignè
Rustignè is een plaats (frazione) in de Italiaanse gemeente Oderzo.